# シノケラトプス
シノケラトプス（Sinoceratops）は、中生代白亜紀後期の中国に生息していた大型の角竜。中国山東省の諸城近くの辛格庄累層で発見された頭骨のみで知られる。

## 特徴

人間との比較図

カスモサウルス類とセントロサウルス類、双方の特徴を備える原始的なセントロサウルス類で、長さ180cmと同グループ最大の頭骨の持ち主でもある。アジア最大級の角竜であり、推定体長は6～7mで推定体高が2m、推定体重は2～2.3tとされている。体重は現生のサイに近い。
およそ7200～6600万年前に生息していた。

## 分類

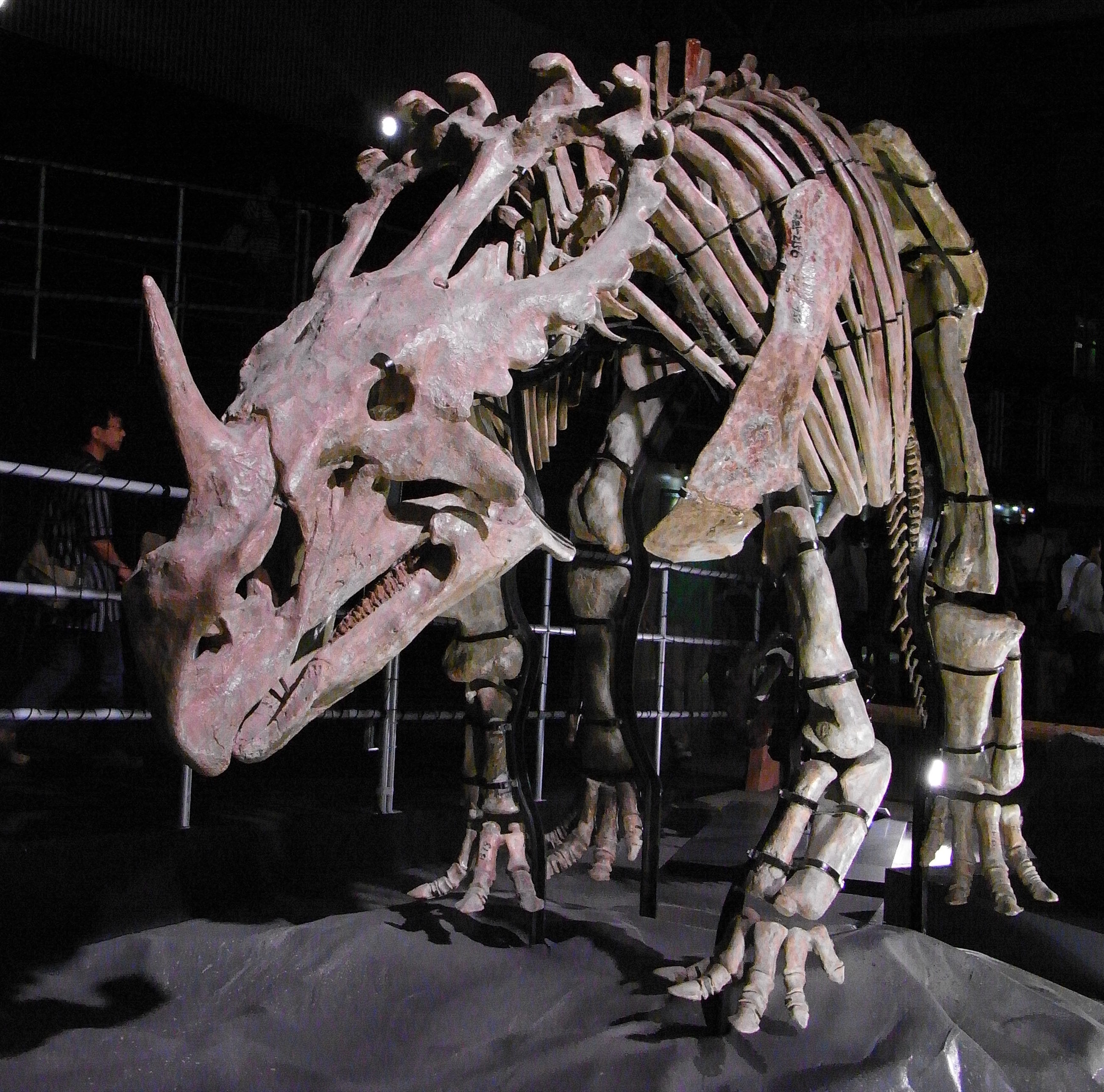
骨格標本

ユーラシア大陸で発見されたセントロサウルス類としては史上初で、分類が確かなものとしては唯一のセントロサウルス類でもある。ケラトプス類の発見としてはトゥラノケラトプスに次ぎ、アジアで2例目である。一方で、トゥラノケラトプスのケラトプス類としての分類が不明瞭になりつつある。
種名が命名されたのは2010年である。